# Warhammer 40,000: Dark Millennium
Warhammer 40,000: Dark Millennium, ранее известная как Warhammer 40K MMO и Warhammer 40,000: Dark Millennium Online — невыпущенная компьютерная игра во вселенной Warhammer 40,000, которая разрабатывалась студией Vigil Games — филиалом компании THQ.
О разработке массовой многопользовательской онлайн-игры во вселенной Warhammer 40,000 было объявлено 1 марта 2007 года; THQ на тот момент владела правами на создание компьютерных игр во вселенной Warhammer 40,000 на всех платформах и всех жанров, включая массовые многопользовательские. В интервью сайту Gamespot представители компании сообщили, что разработкой игры руководит Дэвид Адамс (англ. David Adams), ранее работавший в NCSoft, и вместе с ним над игрой трудятся ещё несколько опытных разработчиков MMO.
В начале 2008 года президент THQ Брайан Фаррелл заявил, что посещал офис Vigil Games в Остине, штат Техас, и был «приятно удивлен» быстрым ходом работ над игрой, однако она, по его словам, все ещё находилась на этот момент на ранней стадии разработки. Весной того же года представители THQ сообщили, что игра выйдет не раньше чем через «пару лет» и что они не намерены подстегивать сроки выхода игры: сравнивая свою разработку с World of Warcraft и считая многие выходящие на рынок игры в жанре MMO сырыми и некачественными, THQ считает нужным создать как можно более качественный продукт.
В интервью журналу PC Gamer, данному в мае 2008 года, разработчики игры Дэвид Адамс (англ. David Adams) и Джо Мадурейра (англ. Joe Madureira) сообщили, что игра не потребует от игроков глубоких познаний вселенной Warhammer 40,000, что в игре будут присутствовать «все важные расы» Warhammer 40,000, и что в разработке находится сложная система кастомизации игровых персонажей. Адамс отметил, что студия старается создать масштабный мир со множеством мест и объектов, с атмосферой тайны и приключений, населенный множеством неигровых персонажей, как дружественных, так и враждебных. По словам Мадурейры, игра не должна принуждать игрока к присоединению к группе, и в неё можно играть и в одиночестве.
3 апреля 2009 года в сеть просочилась информация о том, что THQ планирует выпустить игру в 2012 финансовом году, то есть с 1 апреля 2011 по 1 апреля 2012 года. В декабре 2009 года было опубликовано несколько концепт-артов игры, выполненных сотрудниками Vigil Games — Билли Уордло (англ. Billy Wardlaw) и Колби Джаксом (англ. Kolby Jukes).
В начале 2010 года президент THQ Брайан Фаррелл на конференции Goldman Sachs Technology and Internet Conference заявил, что Warhammer 40K MMO не будет напрямую конкурировать с World of Warcraft, самой популярной MMORPG на рынке, но постарается найти свою нишу, в том числе благодаря различным моделям оплаты игры в разных регионах — платной подписке в США и Европе, повременной оплате или микроплатежам в Азии.
В июне 2010 года на выставке E3 2010 были представлены трейлер и скриншоты игры, а также объявлено её новое название — Warhammer 40,000: Dark Millennium Online. Выступая на выставке, вице-президент THQ Денни Билсон (англ. Danny Bilson) заявил, что игра будет очень привлекательной для поклонников World of Warcraft, и выразил надежду, что ей удастся собрать аудиторию в 1 миллион игроков. Разработчики игры сообщили, что она использует модифицированную версию игрового движка Darksiders, самостоятельно разработанного Vigil Games, а также подтвердили, что в игре будут элементы PvP. Представитель студии Джо Мадурейра (англ. Joe Madureira) отметил, что игра по структуре весьма близка к традиционным MMO: «Вы получаете задания, отправляетесь куда-то, убиваете врагов, собираетесь в группы, вступаете в масштабные битвы».
В августе того же года игра была представлена на выставке gamescom в Германии, где был показан новый трейлер игры и представлена первая игровая фракция, Империум Человечества. В интервью сайту StrategyInformer.com руководитель разработки игры Дэвид Адамс (англ. David Adams) сообщил, что игра находится в активной разработке уже от полутора до двух лет и что Vigil Games общается и обменивается материалами с другой внутренней студией THQ — Relic Entertainment, также занятой разработкой игр во вселенной Warhammer 40,000.
Согласно трейлерам и интервью, действие игры должно было происходить в секторе Саргос — области галактики со множеством планет, причем игроки должны были посещать как поверхность планет, так и места в космосе вокруг них. У игры должна была быть основная сюжетная линия и множество мелких побочных. В игре должна была идти борьба за обладание некими древними инопланетными строениями. Все расы и группировки игры должны были принадлежать к одной из двух противоборствующих сторон — Порядку и Хаосу.
В марте 2011 года финансовый директор THQ Пол Пучино (англ. Paul Pucino) заявил, что бюджет игры составит порядка 50 миллионов долларов США; на этот момент выход игры был запланирован на 2013 финансовый год, и THQ ожидала, что игра будет приносить прибыль в течение 5-8 следующих лет. В июне 2011 года представители THQ заявили, что на выставке E3 2012 в следующем году будет представлена версия Warhammer 40,000: Dark Millennium Online, в которую можно будет играть, и что запуск игры произойдет между апрелем 2012 года и мартом 2013. В июле 2011 года представитель студии Relic Entertainment Джеймс Макдермотт (англ. James McDermott) сообщил сайту Eurogamer, что Relic присоединится к работе над Warhammer 40,000: Dark Millennium Online, как только завершит работу над своим собственным проектом по вселенной Warhammer 40,000 — Warhammer 40,000: Space Marine.
В феврале 2012 года было объявлено, что THQ «активно ищет» партнёров-инвесторов, которые помогли бы компании с выпуском Warhammer 40,000: Dark Millennium Online. Президент компании Брайан Фаррелл объяснил, что переживающая кризис компания не в состоянии самостоятельно произвести полноценный запуск такого проекта и поддерживать его в дальнейшем. Таких инвесторов найти не удалось, и 29 марта того же года THQ опубликовала объявление о переделке игры в однопользовательскую; при этом игра была переименована из Warhammer 40,000: Dark Millennium Online в Warhammer 40,000: Dark Millennium. Параллельно с этим в обеих студиях, работавших над игрой, прошли сокращения: состав Vigil Games был сокращен на 79 человек, а Relic Entertainment — на 39.
В конце 2012 года компания THQ объявила себя банкротом; пресс-служба компании сообщила сайту Kotaku, что разработка игры Warhammer 40,000: Dark Millennium прекращена. В январе 2013 года активы и студии THQ были проданы кредиторами с аукциона. При этом студия Vigil Games никем не была куплена, за чем последовало её закрытие.